# Lenperona
Lenperona (Elanone-V) é um antipsicótico típico da classe química  das butirofenonas.
Em pacientes com esquizofrenia, seu efeito antipsicótico foi observado em metade dos pacientes, apesar de todos apresentarem resposta farmacológica ao medicamento, com incidência de efeitos secundários baixa.